# Lac de Cestrède
Pour les articles homonymes, voir Cestrède (homonymie).
Le lac de Cestrède est un lac de la chaîne de montagnes des Pyrénées situé dans le département français des Hautes-Pyrénées de la région Occitanie.
Le lac a une superficie de 0,8 ha pour une altitude de 1 962 m , et se situe en haute vallée de Cestrède dans le massif d'Ardiden (Pyrénées).

## Toponymie
En gascon, une cestrède est l'endroit où pousse l'achillée millefeuille (Achillea millefolium).

## Géographie
Le lac se trouve sur le territoire de la commune de Luz-Saint-Sauveur,.

### Topographie
| Lac Noir (Ardiden) (2 331 m) | Ravin du Lac Noir        | Lac d'Antarrouyes (2 009 m)                  |
| Pic de Cestrède (2 947 m)    | lac de Cestrède          | Ancien canal de Caubarole                    |
| Haute vallée de Cestrède     | Lac de Treulet (2 334 m) | Cascade de Soutarra Basse vallée de Cestrède |

### Hydrographie
Le lac a pour émissaire le gave de Cestrède.

### Géologie
Le lac de Cestrède est un lac glaciaire de montagne, dont la formation se passe en trois étapes majeures :
1. À l'Éocène vers −40 Ma se forme la chaîne des Pyrénées à la suite de la remontée vers le nord de la plaque africaine qui entraîne avec elle la plaque ibérique. Cette dernière glisse alors sous la plaque eurasiatique située plus au nord, ce qui entraîne le plissement, le relèvement et le charriage des couches géologiques de la croûte terrestre,.
2. À partir du Pliocène puis surtout du Pléistocène, de −5 Ma à −10 000 ans, un refroidissement général du climat entraîne la formation de glaciers et d'une érosion fluvioglaciaire (vallées, cirques, moraines, ombilics, etc) dans toute la chaîne des Pyrénées.
3. Depuis l'Holocène, à partir de −10 000 ans, un redoux climatique entraîne la disparition des glaciers et la formation dans leur sillage de nombreux lacs glaciaires qui sont de deux sortes, :
- le lac de verrou qui se forme dans un ombilic glaciaire formant un creux naturel et terminé par un verrou glaciaire rocheux.
- le lac de moraine qui se forme derrière une moraine agissant comme un barrage naturel.

## Protection environnementale
Le lac fait partie d'une zone naturelle protégée, classée ZNIEFF de type 1 : Vallée de Cestrède et de type 2 : Haute vallée du gave de Pau : Vallées de Gèdre et Gavarnie.

## Randonnées
Des granges de Bué, on prend le GR 10 que l'on quitte peu après, direction la cascade de Soutarra. Le sentier contourne la cascade par la gauche et débouche à l'aplomb d'infrastructure hydraulique puis bifurque vers l'ouest jusqu'au lac de Cestrède.